# Momentensatz
Der Momentensatz oder Varignon’scher Satz ist ein Gesetz aus der Mechanik, das insbesondere in der Statik angewendet wird. In französisch- und englischsprachigen Ländern wird er teilweise benannt nach Pierre de Varignon (1654–1722).
Der Momentensatz lautet:
„Die Summe der Momente der Kräfte eines räumlichen Kräftesystems ist gleich dem Moment der Resultierenden dieses Kräftesystems für denselben Bezugspunkt.“
Oder mathematisch ausgedrückt:
{\displaystyle F_{R}\cdot a_{R}=F_{1}\cdot a_{1}+F_{2}\cdot a_{2}+\cdots +F_{n}\cdot a_{n}}
Mit
| {\displaystyle F_{R}}                     | : | resultierende Kraft                                                |
| {\displaystyle a_{R}}                     | : | Abstand der Wirkungslinie der resultierenden Kraft vom Bezugspunkt |
| {\displaystyle F_{1},F_{2},\ldots ,F_{n}} | : | einzelne Kräfte                                                    |
| {\displaystyle a_{1},a_{2},\ldots ,a_{n}} | : | Abstände der Wirkungslinien der einzelnen Kräfte vom Bezugspunkt.  |
Dabei muss beachtet werden, dass die resultierende Kraft nicht die Vektorsumme der einzelnen Kräfte ist, sondern sich durch geometrische Überlegungen (z. B. mit dem Kräfteparallelogramm) aus den einzelnen Kräften ergibt. Dies hängt damit zusammen, dass der Vektorsumme mehrerer Kräfte meist kein Angriffspunkt und somit auch kein Abstand zugeordnet werden kann. Ein Kräftepaar kann damit nicht zu einer resultierenden Kraft vereinfacht, sondern nur durch sein Moment ersetzt werden.
Der Betrag des Momentes der Resultierenden hängt vom Bezugspunkt ab.

## Anwendungen

### Momentengleichgewicht
Eine wichtige Anwendung des Momentensatzes findet sich beim Aufstellen des Momentengleichgewichtes. Der Momentensatz erlaubt es Kräfte, die schräg zu den Koordinatenachsen liegen, in zwei Kräfte aufzuspalten, die senkrecht aufeinander stehen und jeweils parallel zu einer Koordinatenachse liegen, und dann die Momente der Kraftkomponenten zu addieren. In der Technischen Mechanik ist es üblich, auf diese Weise die Momente der einzelnen Kraftkomponenten zu addieren, statt die Momente der Kräfte. Dies ist rechnerisch einfacher, da die einzelnen Kraftkomponenten entweder gar nicht in der Gleichung des Momentengleichgewichts erscheinen, da ihr Hebelarm null beträgt, oder aber voll in die Gleichung eingehen, da sie senkrecht auf dem Hebelarm stehen. Dem  steht der Aufwand gegenüber, die einzelnen Kraftkomponenten zu ermitteln; dies muss aber meist zum Überprüfen des Kräftegleichgewichts sowieso erfolgen.

### Resultierende Kraft
Der Momentensatz kann auch genutzt werden, um ein Kraftsystem, das aus zahlreichen Kräften besteht, zu reduzieren auf eine einzelne resultierende Kraft (ohne ein resultierendes Moment). Dazu wird zunächst von allen einzelnen Kräften ihre Momente bezüglich eines einzigen, aber beliebigen Punktes gebildet und diese Momente dann addiert. Anschließend werden die Kräfte in den Bezugspunkt verschoben und können dort zu einer resultierenden Kraft zusammengefasst werden. Sofern sich die Wirkungslinien der einzelnen Kräfte nicht in einem einzigen Punkt schneiden, ist dies nicht möglich, ohne dabei Versatzmomente zum System hinzuzufügen. Das System aus resultierender Kraft (im Bezugspunkt) und Gesamtmoment wird als Dyname bezeichnet. Damit stehen der Betrag und die Richtung der resultierenden Kraft fest, nicht aber ihr Angriffspunkt. Die Resultierende hat nämlich bezüglich des gewählten Bezugspunktes keine Momentenwirkung, die einzelnen Kräfte aber schon. Mit dem Momentensatz kann dann ermittelt werden, welchen Abstand die Kraft vom Bezugspunkt haben muss.

### Schwerpunkte
Die Berechnung von Massenschwerpunkten ist eigentlich ein Spezialfall der Berechnung von resultierenden Kräften. Die einzelnen Kräfte sind dabei die Gewichtskräfte der Einzelmassen.